# 信贵山缘起

信貴山缘起 山崎長者卷（部分）

《信貴山缘起》（日语：／ sigisan engi）。又名《信貴山縁起絵巻》，是日本平安时代的画作，於2006年被指定为日本国宝，和《伴大纳言绘词》、《源氏物语绘卷》及《鸟兽人物戏画》合称为日本的四大绘卷。
该画目前藏于奈良县生驹郡平群町的朝护孙子寺。每年年初（初詣）时前来参拜的人颇多。之前曾经藏于奈良国立博物館。

## 历史
《信贵山缘起》画于12世纪，平安时代后期。相传和《伴大納言繪詞》、《源氏物語繪卷》一样，是画师受後白河法皇而作。但是与《伴大納言繪詞》相比较而言，其画风较为朴素，贴近自然。根据时间点上的推算，更像是作为《伴大納言繪詞》的试验品而画，因此推算其作画的年份应当比较早。画作主要讲述的是法师命蓮修行的故事。在延喜加持卷中，有讲述了其为天皇治病的故事，该故事在《古本説話集》、《宇治拾遺物語》、《今昔物語》和《扶桑略記》中均有类似的记载。

## 各卷概要
整部画作讲的是高僧命蓮在信贵山中修行的故事。
共分山崎長者卷、延喜加持卷、尼公卷3卷，原作者不详。该作将人物的表情画得惟妙惟肖，和《鳥獸人物戲畫》一同被认为是日本漫画文化的起源。

### 山崎長者卷
画作尺寸：31.7cm×879.9cm
虽然画作上没有题词，但是在《宇治拾遺物語》中的《信濃国聖事》有故事的记载：
（故事大意）信濃国法师“命蓮”有通神之力，在信贵山中修行。在山上建造毘沙門天祭祀堂。命蓮下山传道之时，用法力控制一个会飞的托钵，向一位富庶人家的长者化缘。有一天，当托钵像往常一样飞来化缘时，富人说：“好有意思的托钵啊！”于是偷偷将托钵放在了粮仓的角落里，随后锁上了粮仓的大门。
谁知整个粮仓震动了起来，随即漂浮在了空中。接着窗户大开，托钵从中飞出。整个粮仓中的粮食随着托钵也从粮仓中飞了出来。
托钵带着整仓的大米飞到了命蓮法师住处。富家一路追来，声称自己是将托钵忘在了粮仓中，哀求法师把粮食还给他。命蓮法师说:「先把一袋米放在我的托钵上吧。」

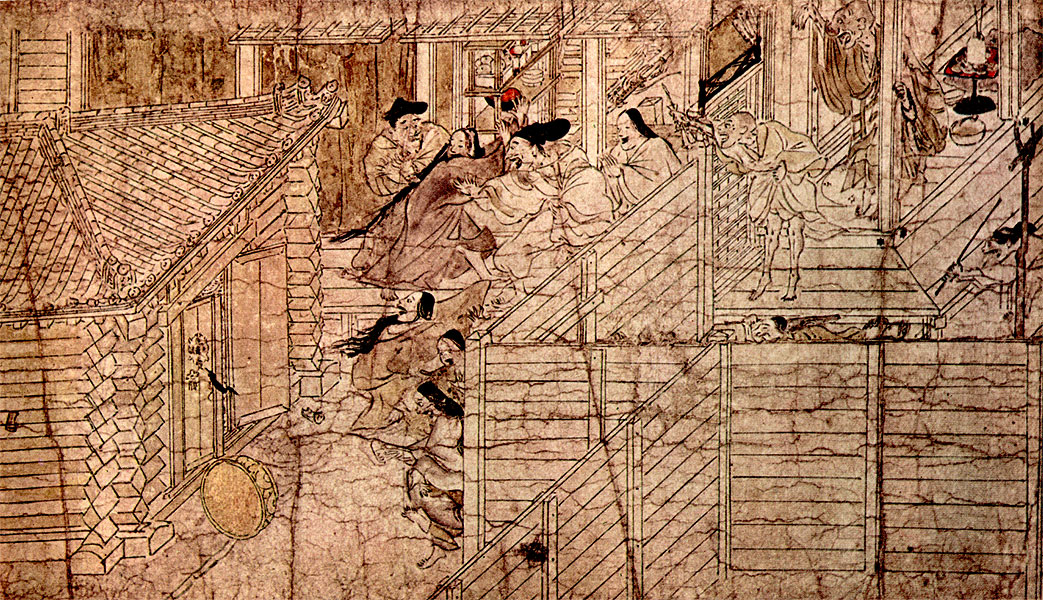
命蓮的托钵从粮仓中飞出
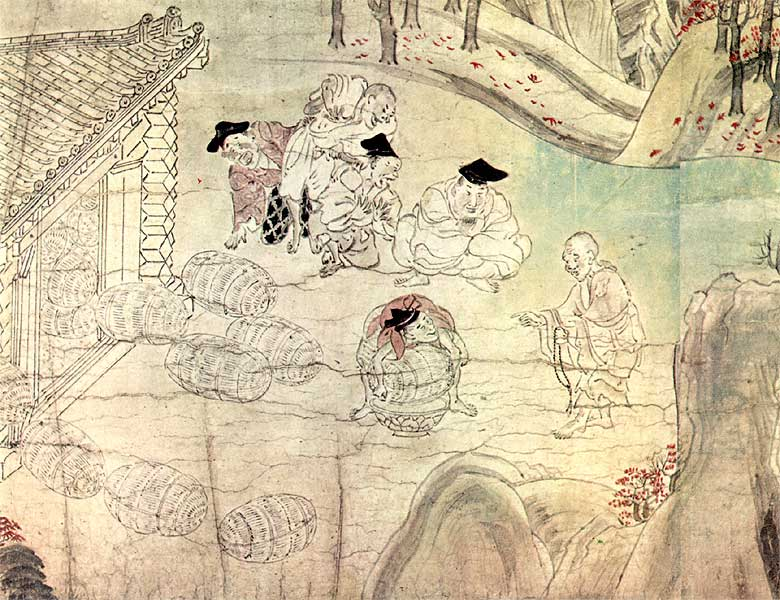
命蓮（右）指挥和尚从托钵中取出大米
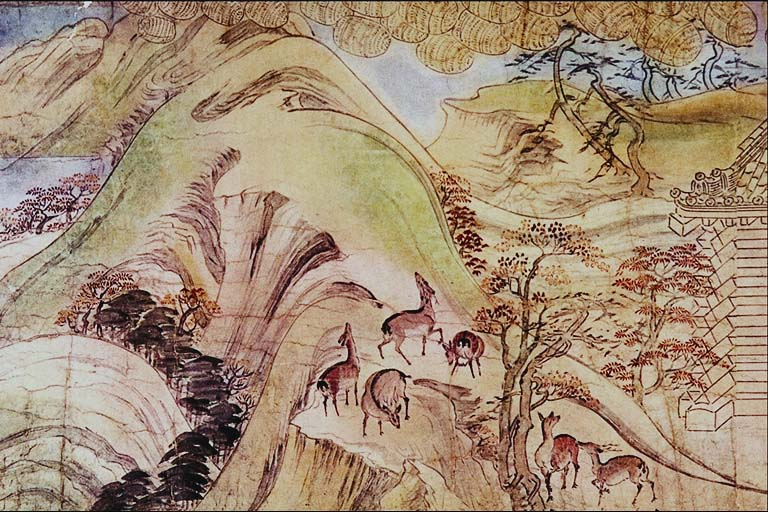
看见空中飞行的大米，鹿群惊慌失措

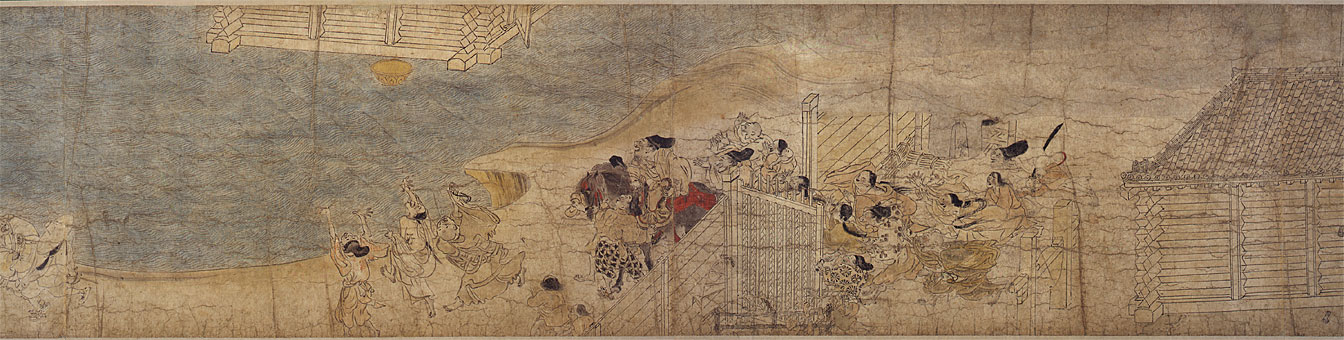
惊恐地追着飞行的大米的众人

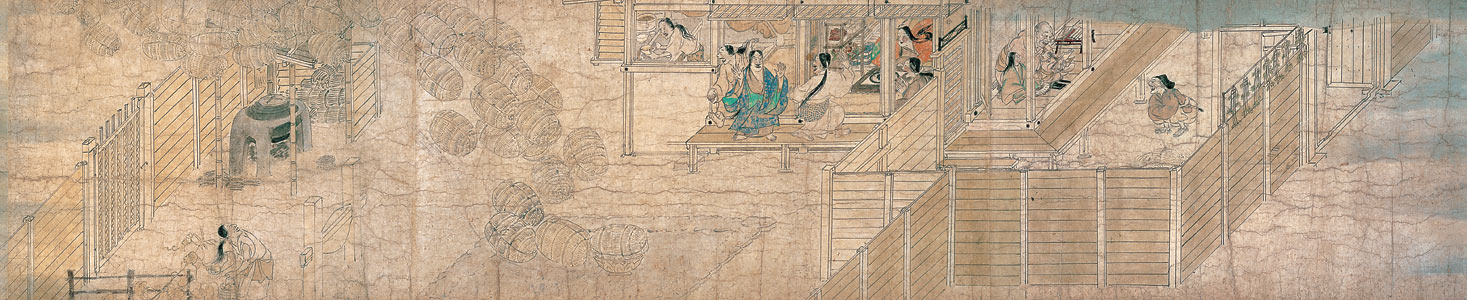
大米飞回到富人家的粮仓中，其家人惊讶不已

### 延喜加持卷

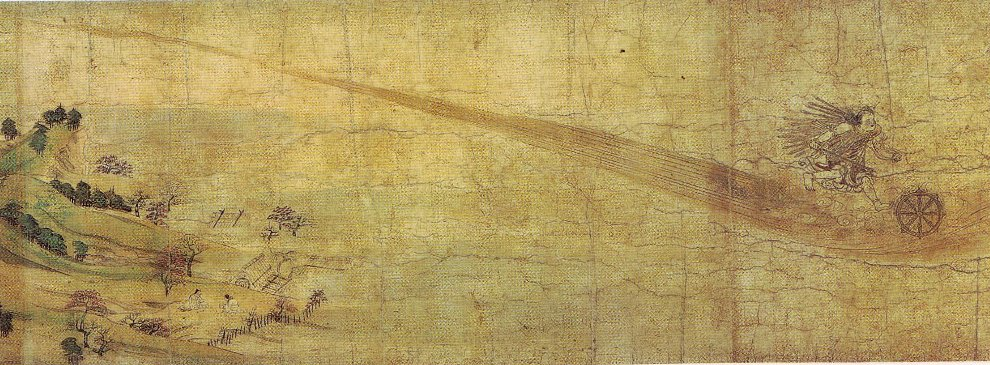
飞向清涼殿的“剣之護法”，虽然画作的顺序是从右往左，但是“剣之護法”是从左往右飞的

畫作尺寸：31.7cm×1290.8cm

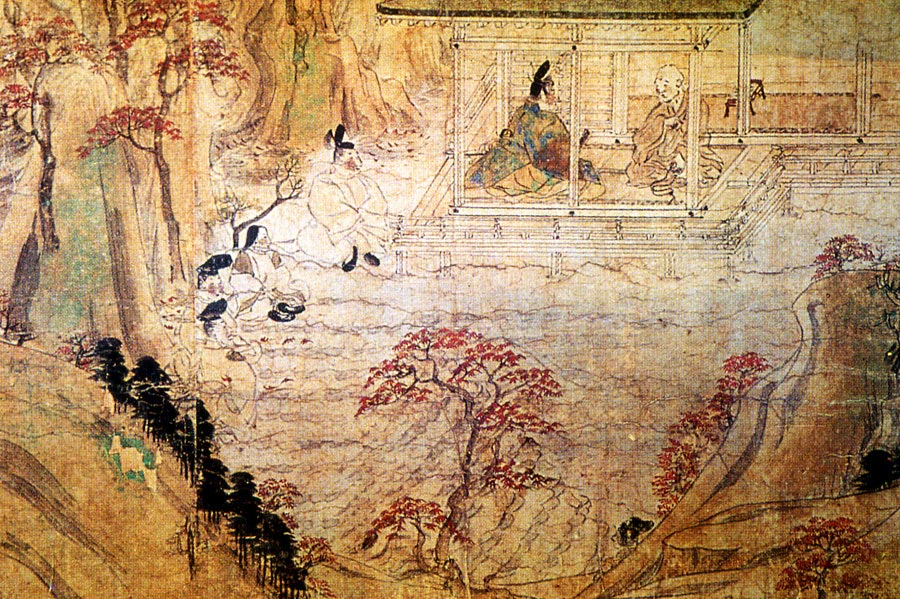
天皇的使者和命蓮相对而坐，称要赐予僧位与庄园，命蓮法师推辞

画面主要内容是是：命蓮使用法力加持，治好了躺在病床上的醍醐天皇的病。画中一个提着剑的护法童子，带着转轮圣王的金轮，在空中留下一道细长的云彩（见下中图）。
（接山崎長者卷的结尾）富人将一袋米放在了托钵上后，所有的米袋像鸟群一样又飞了起来，回到了富人的住处。
（故事大意）法师传道途中得知醍醐天皇病重，便暗自为他祈福。有人向天皇谏言：“听闻有一命蓮法师通晓法术，会用法力让托钵飞起。其隐居在山中，不如派人召见，说不定能治愈天皇您的病。”使者找到了命蓮，向他表明了来由。于是命蓮便亲自做法，为天皇祈福。使者又问：“如果天皇的病好了，但是又如何得知是因为法师您的祈福才治好的呢？”命蓮回答道：“天皇病愈之时，会有提着剑的护法童子在空中飞过。”
三天后，天皇在梦中隐约看到有闪光，并见到有法师所说的提着剑的护法童子。天皇醒来后，病就好了，不由大喜。于是便派人前往信貴山酬谢。使者见到命蓮，说：“天皇想赐予您僧都、僧正之位，还将奉送庄园。”命蓮法师说：“僧都、僧正之位于我无用，庄园还要派人看管，还是罢了吧。”便将这些赏赐都推辞了。

### 尼公卷
畫作尺寸：31.7cm×1424.1cm
尼公卷讲述的是命蓮法师的姐姐，尼公来看望他。其中，描绘尼公在东大寺大佛前祈祷的部分，采用了異時同画法的画法。
（故事大意）在信浓国，命蓮法师有一个姐姐，知道弟弟命蓮前往东大寺修行，之后便再没有回来。于是便前往奈良东大寺，向在东大寺的僧人打听消息，才发现20年前的发生的事，早已没有几个人知道。尼公连弟弟现在长什么样子都不知道，便在东大寺的大佛前祈祷了一夜，无论如何也要找到弟弟的下落。后来尼公在梦中，听见有人对她说“未申（南西）方有一座紫色的云彩环绕的山，去那里看看吧。”醒来后向西南方前行，果然看见一座山，上面紫气环绕。便是信貴山。上了山，尼公看见了一座佛堂，心中想到“命蓮大概就在里面吧。”
这时命蓮法师从里面探出头来，看见了姐姐，说道：“姐姐你怎么找到这里来了？”这时尼公将准备的衲衣拿出来，交予了命蓮。心想至今仍旧只有单衣一件，命蓮便高兴地穿上了。姐姐尼公也决定不回信浓国，再次陪着弟弟命蓮修行。

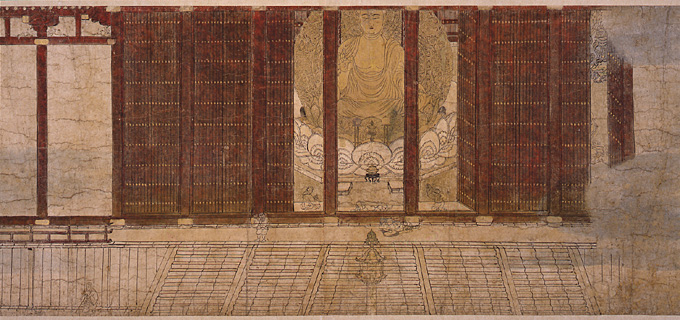
尼公在东大寺大佛前前祈祷。从画中可以看到刚建寺时大佛和大殿的样子
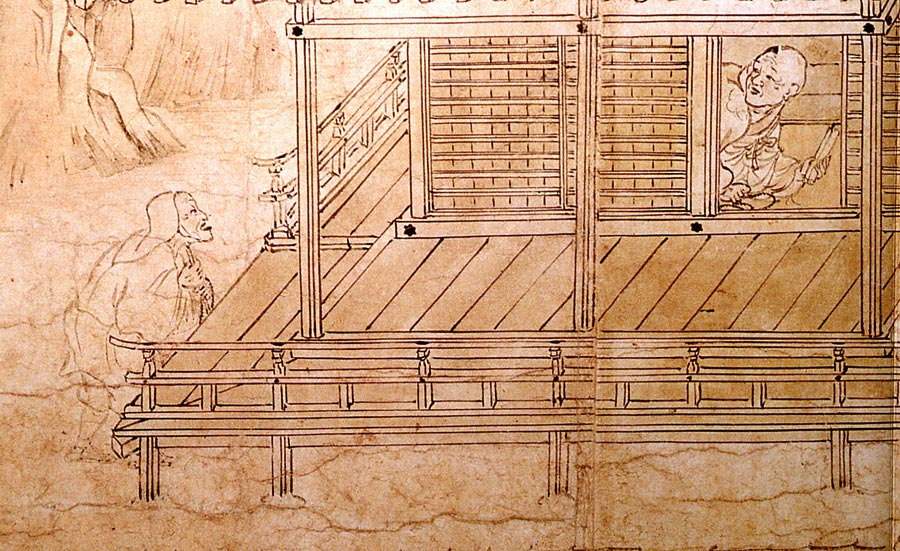
命蓮与尼公的重逢

## 备注
1. ↑  （小松、1987）、pp.2 - 32
2. ↑  （小松、1987）、pp.34 - 78
3. ↑  （小松、1987）、pp.82 - 132